# Orthochromis malagaraziensis
Orthochromis malagaraziensis é uma espécie de peixe da família Cichlidae.
Pode ser encontrada nos seguintes países: Burundi e Tanzânia.
Os seus habitats naturais são: rios.
Está ameaçada por perda de habitat.